# Bataille du Mont Graupius
Conquête romaine de la Bretagne
Batailles
- Expédition de Jules César en Bretagne (55-54 av. J.C.)
- Bataille de Medway (43)
- Bataille de Camulodunum (60 ou 61)
- Bataille de Watling Street (60 ou 61)
- Bataille du Mont Graupius (83 ou 84)

La bataille du Mont Graupius est une bataille ayant opposé en 83 ou 84 apr. J.-C. l'armée romaine dirigée par Julius Agricola aux Pictes ou Calédoniens de Calgacus en Calédonie (actuelle Écosse). Relatée par l'historien romain Tacite dans sa Vie d'Agricola, il s'agit d'une victoire romaine, la première contre les peuples de l'actuelle Écosse, dans le cadre de la campagne de conquête de la Bretagne de son beau-père, le gouverneur Julius Agricola.
Bien que vainqueurs, les Romains n'osèrent pas s'aventurer plus loin en territoire picte.
Le lieu précis de la bataille fait encore l'objet de débats. Selon certains historiens, on peut la situer à Bennachie, dans l'Aberdeenshire central.
Tacite imagine les discours des deux chefs et livre une description circonstanciée de la bataille dans son Agricola, XXIX-XXXVIII.

## Le contexte historique
Selon Tacite, Gnaeus Julius Agricola, son beau-père et gouverneur romain de Bretagne, avait envoyé sa flotte en avance pour impressionner les Calédoniens puis atteint avec l'infanterie légère et les auxiliaires bretons le site de la bataille où se trouvaient déjà les ennemis.
Bien que les Romains fussent en infériorité numérique par rapport aux tribus bretonnes, celles-ci refusaient d'ordinaire de les rencontrer en bataille ouverte. Les Calédoniens étaient la dernière tribu à ne pas avoir été soumise mais, après de nombreuses années à éviter les Romains, ils furent finalement obligés de combattre car les légions menaçaient les greniers qu'ils venaient de remplir avec les récoltes. Ils ne pouvaient les abandonner sous peine de mourir de faim l'hiver suivant.

## La bataille

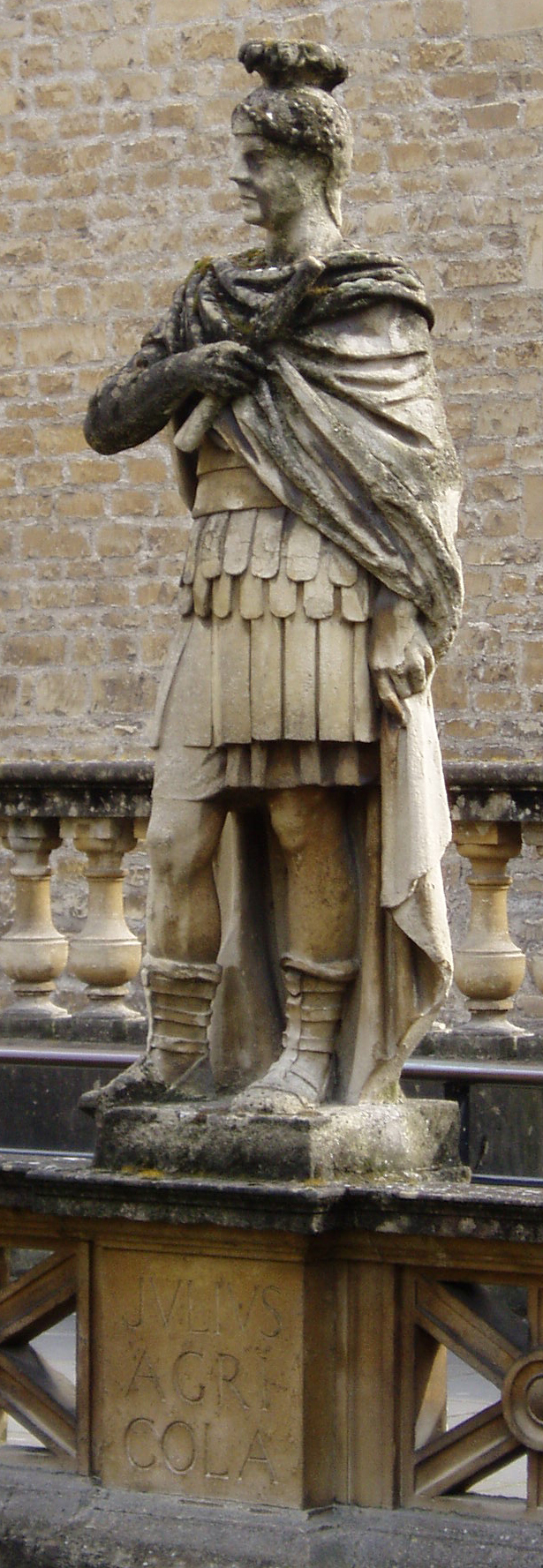
Photo de la statue de Gnaeus Julius Agricola qui fut érigée en 1894 aux Bains Romains

Toujours selon le récit de Tacite, Agricola disposa aux centres les 8 000 auxiliaires et les 3 000 cavaliers sur les flancs, tandis que les légionnaires restaient en réserve. Les estimations de la taille de l’armée romaine varient entre 17 000 et 30 000 hommes. L'armée calédonienne, dont Tacite prétend qu'elle était dirigée par Calgacus (Tacite mentionne seulement qu'il donna un discours, probablement fictif), a été estimée à plus de 30 000 hommes. Elle était stationnée principalement sur un terrain plus élevé ; ses premiers rangs occupaient le bas tandis que les rangs suivants s'élevaient en gradins sur une colline en forme de fer à cheval.
Après un bref échange de projectiles, Agricola ordonna aux auxiliaires (quatre cohortes de Bataves et deux cohortes d'épéistes Tongres) de lancer une attaque frontale contre l'ennemi. Les Calédoniens furent battus et piétinés sur les pentes inférieures de la colline. Ceux du haut tentèrent alors un mouvement de débordement, mais furent eux-mêmes enveloppés par la cavalerie romaine. Mis en déroute, les Calédoniens coururent se réfugier dans les bois environnants, 
poursuivis sans relâche par des unités romaines bien organisées.
Il semble que les légions proprement dites n'aient pas pris part à la bataille. Les corps auxiliaires d'Agricola avaient suffi au succès. Selon Tacite, 10 000 Calédoniens ont perdu la vie contre seulement 360 soldats auxiliaires. 20 000 Calédoniens auraient atteint l'abri des bois, ce qui mit fin à la poursuite et empêcha plus tard les éclaireurs romains d'estimer les forces restant pour le lendemain matin.

## Les conséquences et la portée
Après cette dernière bataille, il a été proclamé qu’Agricola avait finalement maîtrisé toutes les tribus de Grande-Bretagne. Peu de temps après, il fut rappelé à Rome, et son poste est revenu à Sallustius Lucullus (en). Il est probable que Rome avait l'intention de poursuivre le conflit, mais que les exigences militaires ailleurs dans l'empire nécessitaient un retrait des troupes et l'occasion a été perdue.
La déclaration de Tacite Perdomita Britannia et statim missa (« La Grande-Bretagne a été complètement conquise et immédiatement abandonnée »), dénote l'unification de toute l'île sous la domination romaine après le succès de la campagne d'Agricola.